# Премия «Давид ди Донателло» лучшему иностранному продюсеру
Премия «Давид ди Донателло» лучшему иностранному продюсеру (итал. David di Donatello per il miglior produttore straniero) — один из призов национальной итальянской кинопремии Давид ди Донателло.

## Победители
- 1956: Уолт Дисней — Леди и бродяга
- 1957: Джек Уорнер — Гигант ex aequo Лоренс Оливье — Ричард III
- 1958: Сэм Шпигель — Мост через реку Квай
- 1959—1960: не присуждалась
- 1961: Metro-Goldwyn-Mayer — Бен-Гур
- 1962—1964: не присуждалась
- 1965: Джек Уорнер — Моя прекрасная леди
- 1966: Кэрол Рид — Муки и радости
- 1967: Карло Понти — Доктор Живаго
- 1968: Стэнли Крамер — Угадай, кто придёт к обеду?
- 1969: Стэнли Кубрик — Космическая одиссея 2001 года
- 1970: Мартин Полл — Лев зимой
- 1971: Энтони Хейвлок-Аллан — Дочь Райана
- 1972—1980: не присуждалась
- 1981: Hungaro Film — Вера Анги ex aequo Фрэнсис Форд Коппола и Джордж Лукас — Тень воина
- 1982: Уоррен Битти — Красные
- 1983: Ричард Аттенборо — Ганди
- 1984: Джонатан Тэплин — Под огнём
- 1985: Дэвид Паттнэм — Поля смерти
- 1986: Стивен Спилберг — Назад в будущее
- 1987: Фернандо Гиа и Дэвид Паттнэм — Миссия
- 1988: Стэнли Кубрик — Цельнометаллическая оболочка
- 1989: Фрэнк Маршалл и Роберт Уоттс — Кто подставил кролика Роджера
- 1990: Ноэль Пирсон — Моя левая нога